# Бойнтон, Кеннет
Кеннет Франклин Бойнтон (англ. Kenneth Franklin Boynton Jr.; род. 18 апреля 1993, Помпано-Бич, штат Флорида, США) — американский профессиональный баскетболист, играющий на позиции разыгрывающего защитника.

## Карьера
Во время учёбы в школе American Heritage School Бойнтон входил в Топ-10 самых перспективных школьников США. В 2009 году в ежегодном рейтинге Recruiting Services Consensus Index (RSCI) Кенни занял 9 место.
Затем Бойнтон провёл три сезона в NCAA в составе команды «Флорида Гейторс», вместе с которой трижды пробивался в финальную восьмёрку турнира. В сезоне 2011/2012 показал свою лучшую статистику за «аллигаторов» — 15,9 очка и 2,7 передачи.
После окончания университета в 2013 году выставлял свою кандидатуру на драфт НБА, но не был выбран ни одним клубом и отправился в израильскую команду «Элицур Маккаби Барак». В этом же сезоне перешёл в состав другого участника израильской лиги — «Хапоэль» (Гильбоа-Галиль).
В сезоне 2014/2015 выступал за французский СОМБ.
Сезон 2015/2016 Бойнтон провёл в «Денизли», в составе которого принял участие в 38 играх, набирая в среднем 22,7 очка и 3,8 передачи.
В июле 2016 года подписал контракт на 1 год с «Нижним Новгородом». В 14 играх Еврокубка набирал в среднем 13,2 очка, 2,4 подбора и 2,6 передачи. В Единой лиге ВТБ принял участие в 24 матчах, набирая 15,3 очка, 2,9 подбора и 4,4 передачи.
В сентябре 2017 года Бойнтон перешёл в «Ешильгиресун» и набирал 16,7 очка и 5,2 подбора в среднем за игру.